# Auray Quiberon Terre Atlantique
Auray Quiberon Terre Atlantique (bretonisch An Alre Kiberen Douar Atlantel) ist ein französischer Gemeindeverband mit der Rechtsform einer Communauté de communes im Département Morbihan in der Region Bretagne.
Sitz der Verwaltung ist die Kleinstadt Auray. An der ersten Sitzung der communauté vom 6. Januar 2014 wurde Philippe Le Ray zum Präsidenten gewählt.

## Gründung
Als Nachfolgeorganisation der Gemeindeverbände Auray communauté, Communauté de communes de la Côte des Mégalithes, Communauté de communes de la Ria d’Étel, Communauté de communes des Trois Rivières und den unabhängigen Gemeinden Hœdic, Houat, Quiberon und Saint-Pierre-Quiberon entstand sie am 1. Januar 2014.

## Mitgliedsgemeinden
Die Communauté de communes Auray Quiberon Terre Atlantique besteht aus 24 Gemeinden.
| Gemeinde                        | Einwohner 1. Januar 2022 | Fläche km² | Dichte Einw./km² | Code INSEE | Postleitzahl |
| ------------------------------- | ------------------------ | ---------- | ---------------- | ---------- | ------------ |
| Auray                           | 14.417                   | 6,91       | 2.086            | 56007      | 56400        |
| Belz                            | 3.869                    | 15,67      | 247              | 56013      | 56550        |
| Brech                           | 7.057                    | 40,86      | 173              | 56023      | 56400        |
| Camors                          | 3.180                    | 37,09      | 86               | 56031      | 56330        |
| Carnac                          | 4.215                    | 32,71      | 129              | 56034      | 56340        |
| Crach                           | 3.458                    | 30,54      | 113              | 56046      | 56950        |
| Erdeven                         | 3.987                    | 30,64      | 130              | 56054      | 56410        |
| Étel                            | 2.058                    | 1,74       | 1.183            | 56055      | 56410        |
| Hœdic                           | 103                      | 2,08       | 50               | 56085      | 56170        |
| Île-d’Houat                     | 214                      | 2,91       | 74               | 56086      | 56170        |
| La Trinité-sur-Mer              | 1.837                    | 6,20       | 296              | 56258      | 56470        |
| Landaul                         | 2.487                    | 17,35      | 143              | 56096      | 56690        |
| Landévant                       | 4.049                    | 22,34      | 181              | 56097      | 56690        |
| Locmariaquer                    | 1.567                    | 10,99      | 143              | 56116      | 56740        |
| Locoal-Mendon                   | 3.529                    | 39,97      | 88               | 56119      | 56550        |
| Ploemel                         | 3.109                    | 25,16      | 124              | 56161      | 56400        |
| Plouharnel                      | 2.272                    | 18,32      | 124              | 56168      | 56340        |
| Plumergat                       | 4.199                    | 41,94      | 100              | 56175      | 56400        |
| Pluneret                        | 6.257                    | 26,20      | 239              | 56176      | 56400        |
| Pluvigner                       | 7.644                    | 82,83      | 92               | 56177      | 56330        |
| Quiberon                        | 4.782                    | 8,83       | 542              | 56186      | 56170        |
| Saint-Philibert                 | 1.580                    | 7,05       | 224              | 56233      | 56470        |
| Saint-Pierre-Quiberon           | 2.327                    | 7,54       | 309              | 56234      | 56510        |
| Sainte-Anne-d’Auray             | 2.837                    | 4,97       | 571              | 56263      | 56400        |
| Auray Quiberon Terre Atlantique | 91.034                   | 520,84     | 175              | –          | –            |